# L. Gordon Cooper
Leroy Gordon "Gordo" Cooper, Jr, född 6 mars 1927 i Shawnee, Oklahoma, död 4 oktober 2004 i Ventura, Kalifornien, var en amerikansk astronaut och officer i USA:s flygvapen med två rymdflygningar bakom sig. Han blev uttagen 9 april 1959 i astronautgrupp 1 inför Mercuryprogrammet.

## Familjeliv
Cooper var först gift med Trudy B Olson från 1947 med vilken han fick två barn. Han gifte sig med Susan Taylor 1972 med vilken han också fick två barn. Han och Taylor var gifta fram till hans död.

## Karriär
Cooper lämnade astronautkåren 1 juli 1970.

## Rymdfärderna
Cooper gjorde två rymdflygningar.

### Mercury 9
Den första färden för Cooper blev med Mercury-Atlas 9 vilket var den sjätte och sista bemannade flygningen i Mercuryprogrammet och den fjärde amerikanska som flyger minst ett varv runt jorden. Cooper flög 22 varv runt på drygt 34 timmar vilket var längre än hela det övriga Mercuryprogrammets bemannade färder totalt. Målet med färden var att se hur människan kunde arbeta i mikrogravitationell miljö och hur kroppen påverkades under en färd på minst ett dygn varav astronauten var sovande av en del av dygnet. Den här färden med Mercury avslutade också Mercuryprogrammet.

### Gemini 5
Den andra färden Cooper blir med Gemini 5 där han tillsammans Charles P. Conrad gör en drygt 190 timmar lång färd och gör 120 varv runt jorden. Cooper kom att bli den första amerikanska astronuaten som gjorde minst två rymdfärder i omloppsbana. Målet med den här färden var att öva möte i rymden mellan rymdskeppet och en medhavd last. Men just det momentet gick om intet då de planerade manövrarna inte kunde genomföras då den medhavda lasten inte fungerade tillfredsställande. Däremot ägnade man sig åt sitt andra huvuduppdrag att visa på att människa och rymdfarkost kunde fungera riktigt under 8 dagar. Man undersökte också de fysiologiska effekterna under tiden i rymden.

## Rymdfärdsstatistik
| Färd      | Datum                | Tid       | EVA     |
| --------- | -------------------- | --------- | ------- |
| Mercury 9 | 15 - 16 maj 1963     | 34:19:49  | 0:00:00 |
| Gemini 5  | 21 - 29 augusti 1965 | 190:55:14 | 0:00:00 |
| Totalt    | Totalt               | 225:15:03 | 0:00:00 |